# زاك تايلر إيسن
زاك تايلر إيسن (بالإنجليزية: Zach Tyler Eisen)‏ مواليد 23 سبتمبر 1993 في ستامفورد، الولايات المتحدة، هو ممثل أمريكي بدأ مسيرته الفنية سنة 1996.

## الأعمال
- آفاتار: أسطورة أنج
- الولد المشاكس

## روابط خارجية
- زاك تايلر إيسن على موقع IMDb (الإنجليزية)
- زاك تايلر إيسن على موقع روتن توميتوز (الإنجليزية)
- زاك تايلر إيسن على موقع أول موفي (الإنجليزية)
- زاك تايلر إيسن على موقع قاعدة بيانات الأفلام السويدية (السويدية)
- زاك تايلر إيسن على موقع قاعدة بيانات الفيلم (الإنجليزية)